# Anthony Lake
William Anthony Kirsopp Lake, tên khác là Tony Lake, (sinh ngày 02 tháng 4 năm 1939) là Giám đốc điều hành của Quỹ Nhi đồng Liên Hợp Quốc (UNICEF), tác giả, nhà học thuật, và cựu cán bộ ngoại giao và cố vấn chính trị người Mỹ. Ông từng là cố vấn chính sách đối ngoại cho nhiều tổng thống Mỹ và ứng cử viên tổng thống của Đảng Dân chủ, và từng là Cố vấn An ninh Quốc gia dưới thời Tổng thống Hoa Kỳ Bill Clinton từ năm 1993 đến năm 1997. Ông được ghi nhận như là một trong những cá nhân phát triển các chính sách dẫn đến độ giải pháp cho cuộc chiến tranh Bosnia. Ông cũng đảm nhiệm cương vị chủ tịch nhóm các giáo sư xuất sắc ngoại gío tại khoa đối ngoại Walsh A. Edmund tại Đại học Georgetown, Washington, DC.